# 最佳女婿
《最佳女婿》，於1988年12月8日上映的一部香港喜劇電影，由黃華麒執導，莫少聰、張學友、周星馳、張敏主演。

## 劇情
Happy哥（張學友飾）與賴布甸（周星馳飾）和龍眼仔（莫少聰飾）為多年老友，Happy仔是一個髮型設計師，於大上海理髮店旁新開一間大草髮型屋，引來大上海的老闆大松（吳耀漢飾）不滿。正當雙方劍拔弩張之際，大松的女兒阿英（張敏飾）的出現令大草髮型屋三人使出渾身解數展開追求。一次酒後意外中，阿英意外懷孕，但不知孩子父親是誰，惟有待孩子出世后才能驗明身份，Happy哥，賴布甸以及龍眼仔開始百般討好阿英及其家人，產生了一系列的笑話。

## 演员
| 演员   | 角色              | 粵語配音 | 备注                                                                                    |
| 莫少聰 | 紀浩仁 (龍眼仔)   | 譚漢華   | 時裝設計師 陳開心及賴布甸多年老友 追求阿英，后成其夫                                    |
| 張學友 | 陳開心 (Happy 哥) | 鄧榮銾   | 髮型設計師，髮型店正開在大上海旁邊 紀浩仁、賴布甸多年老友 追求阿英，后和賴布甸失敗      |
| 周星馳 | 賴布甸            | 黃志成   | 神棍 陳開心、紀浩仁多年老友 追求阿英，后和陳開心失敗                                    |
| 張 敏  | 阿英              |          | 祝大松、上海婆之女 被紀浩仁、陳開心及賴布甸追求，后為紀浩仁妻子                         |
| 吳耀漢 | 祝大松 (上海佬)   | 吳耀漢   | 大上海老闆 阿英之父 上海婆之夫 不滿紀浩仁、陳開心及賴布甸，后和紀浩仁和好並成自己的女婿 |
| 沈殿霞 | 上海婆            | 沈殿霞   | 大上海老闆娘 阿英之母 祝大松之妻                                                        |
| 葉榮祖 | 契爺              | 葉榮祖   | 祝大松之顧客兼好友                                                                      |
| 胡 楓  | 的士司機          | 黃子敬   | 協助紀浩仁、陳開心及賴布甸追阿英所在的的士                                              |
| 廖啟智 | 醫生              | 劉江     | 驗尿科醫生 協助紀浩仁、祝大松驗尿                                                       |
| 鄭欣宜 | 嬰兒              |          | 阿英之女                                                                                |

## 外部連結
- 香港影庫上《最佳女婿》的資料（繁體中文）
- 開眼電影網上《最佳女婿》的資料（繁體中文）
- 豆瓣电影上《最佳女婿》的資料 （简体中文）
- 时光网上《最佳女婿》的資料（简体中文）
- AllMovie上《最佳女婿》的资料（英文）
- 爛番茄上《最佳女婿》的資料（英文）
- 互联网电影数据库（IMDb）上《最佳女婿》的资料（英文）